# Krajné Čierno
Krajné Čierno é um município da Eslováquia, situado no distrito de Svidník, na região de Prešov. Tem 6,57 km² de área e sua população em 2018 foi estimada em 74 habitantes.

## Demografia
| Ano:        | 1994 | 2004   | 2014    | 2024   |
| ----------- | ---- | ------ | ------- | ------ |
| Broj ljudi: | 84   | 86     | 71      | 78     |
| Razlika:    |      | +2,38% | -17,44% | +9,85% |

| Ano:               | 2023 | 2024  |
| ------------------ | ---- | ----- |
| Número de pessoas: | 80   | 78    |
| Diferença:         |      | -2,5% |